# Amore e violenza
Amore e violenza (Le hasard et la violence) è un film del 1974 diretto da Philippe Labro.

## Distribuzione
Il film uscì nei cinema francesi il 24 aprile 1974. In Italia venne distribuito a partire dal settembre dello stesso anno col titolo Amore e violenza. Meno di un anno dopo la pellicola attraversa una seconda revisione in cui il titolo viene modificato in Assassinio al sole.

## Critica
(Leo Pestelli)